# Brunstjärtad stenskvätta
Brunstjärtad stenskvätta (Oenanthe scotocerca) är en fågel i familjen flugsnappare inom ordningen tättingar.

## Utseende och läte
Brunstjärtad stenskvätta är en tätting som är anmärkningsvärd i sin oansenlighet. Fjäderdräkten är brun, undertill något ljusare. Karakteristiskt är mörkbrun stjärt med otecknat ljusa undre stjärttäckare. Arten är mycket lik den i Etiopien mycket lokala awashstenskvättan, men skiljer sig på teckningen under stjärten. Den liknar också den vida spridda svartstjärten, men har brun snarare än svart stjärt. Bland lätena hörs sparvlika tjirpanden, medan sången är en ljus melodi som påminner om gulbukig eremomela.

## Utbredning och systematik
Brunstjärtad stenskvätta förekommer i delar av östra Afrika i ett område söder om Sahara, från Tchad till norra Kenya. Den delas in i fem underarter med följande utbredning:
- Oenanthe scotocerca furensis – förekommer i östra Tchad och västra Sudan
- Oenanthe scotocerca scotocerca – förekommer i nordöstra Sudan, Eritrea och norra Etiopien
- Oenanthe scotocerca turkana – förekommer i södra Etiopien, Uganda och norra Kenya
- Oenanthe scotocerca spectatrix – förekommer i östra Etiopien och norra Somalia
- Oenanthe scotocerca validior – förekommer i nordöstra Somalia

### Släktestillhörighet
Tidigare placerades arten i släktet Cercomela, men flera DNA-studier visar att det är parafyletiskt och vissa av dem, däribland awashstenskvätta, är inbäddade i stenskvättesläktet Oenanthe.

### Familjetillhörighget
Stenskvättorna ansågs fram tills nyligen liksom bland andra buskskvättor, stentrastar, rödstjärtar vara små trastar. DNA-studier visar dock att de är marklevande flugsnappare (Muscicapidae) och förs därför numera till den familjen.

## Levnadssätt
Brunstjärtad stenskvätta hittas mycket lokalt i klippiga områden med buskar och träd. Den kan ses sitta uppe i träden men födosöker på marken.

## Status
Arten har ett stort utbredningsområde och beståndet anses stabilt. Internationella naturvårdsunionen IUCN listar den därför som livskraftig (LC).